# Birgit Kehne
Birgit Kehne (* 1957 in Hameln) ist eine deutsche Historikerin und Archivarin. Von 2002 bis 2020 leitete sie das Staatsarchiv Osnabrück bzw. den Standort Osnabrück des Niedersächsischen Landesarchivs.

## Leben
Kehne studierte Germanistik und Geschichte an den Universitäten Hannover und Göttingen. In Göttingen wurde sie 1990 promoviert. Nach dem Archivreferendariat (1991–1993) war sie Referentin im Niedersächsischen Hauptstaatsarchiv Hannover und von 1997 bis 2002 stellvertretende Leiterin des Referats „Staatsarchivverwaltung“ der Niedersächsischen Staatskanzlei. 2002 übernahm sie die Leitung des damaligen Staatsarchivs Osnabrück, die sie bis zum November 2020 innehatte
Bis März 2023 war sie ist Vorsitzende des Vereins für Geschichte und Landeskunde von Osnabrück, Sprecherin des Arbeitskreises „Geschichte“ der Emsländischen Landschaft, Mitglied der Historischen Kommission für Niedersachsen und Bremen und des Beirates des Gesamtvereins der deutschen Geschichts- und Altertumsvereine. Im Jahr 2004 wurde Kehne zum korrespondierenden Mitglied der Historischen Kommission für Westfalen gewählt. Ihre wissenschaftlichen Schwerpunkte sind neben archivischen Fachfragen die Landesgeschichte im westlichen Niedersachsen und kulturhistorische Themen.
Seit 1998 ist sie in der Schriftleitung der Archiv-Nachrichten Niedersachsen tätig, seit 2003 ist sie Schriftleiterin der Osnabrücker Mitteilungen.

## Werke (Auswahl)
Als Autorin
- Formen und Funktionen der Anthropomorphisierung in Reineke Fuchs-Dichtungen. Frankfurt/M. 1992.
- zus. mit Gerald Hänel: Osnabrück. Hamburg 2004.

Als Herausgeberin
- GeschichtsLandschaft Emsland/Bentheim. Tagung zum 25-jährigen Bestehen des Arbeitskreises Geschichte der Emsländischen Landschaft für die Kreise Emsland und Grafschaft Bentheim. Sögel 2007.
- Im Brandfall gut versichert! Landschaftliche Brandkassen im Emsland und in der Grafschaft Bentheim. Sögel 2013.